# Chaillac
Chaillac – miejscowość i gmina we Francji, w Regionie Centralnym, w departamencie Indre.
Według danych na rok 1990 gminę zamieszkiwało 1246 osób, a gęstość zaludnienia wynosiła 21 osób/km² (wśród 1842 gmin Regionu Centralnego Chaillac plasuje się na 315. miejscu pod względem liczby ludności, natomiast pod względem powierzchni na miejscu 52.).